# Johanna Parikka Altenstedt
Johanna Parikka Altenstedt, född 28 augusti 1963 i Esbo i Finland, är en finländsk journalist, jurist och författare samt miljö- och djurrättsförespråkare som bland annat skrivit om den hemliga finsk-svenska underrättelseoperationen Stella Polaris samt föreläst om detta i tio år i flera länder. I Sverige medverkade hon på SVT under 90-talet och producerade finska dokumentärer, t ex ”Fångad frihet”, "Vangittu vapaus” om  finska balettdansare på Kungliga Operan i Stockholm (finns på SVT arkiv).

## Biografi
Johanna Parikka Altenstedt växte upp i Esbo i en finsktalande familj med rötter i Karelen. Hon gick på finsktalande skolor i Hagalund och i Åbo. Efter ett år som utbytesstudent i Michigan i USA flyttade hon till Sverige och blev fil. mag. i sociologi vid Lunds universitet och därefter fil. lic. i mediepedagogik som är en gren av MKV – medie- och kommunikationsvetenskaper, vid Luleå tekniska högskola med avslutad forskarutbildning 2004.
Hon har arbetat som korrespondent i Sverige för de finska tidningarna Aamulehti, Iltalehti och Ny Tid. Hon har också skrivit för ett antal svenska och finska tidningar, däribland Vikkoviesti, och varit verksam vid Sveriges Television, Sveriges Radio och YLE, samt skrivit egna böcker. Dessutom har hon verkat som universitetslärare, pressekreterare på Europaparlamentet, pressansvarig på Länsstyrelsen i Skåne län och kommunikationschef vid det finska stålbolaget Rautaruukki. 2013 – 2016 arbetade hon som kommunikationschef och mediebesöksansvarig på IKEA of Swedens Democratic Design Center i Älmhult, och sedan 2017 har hon varit tjänsteman på Länsstyrelsen Blekinge, först som kommunikationschef och sedan som sakkunnig i jämställdhet och nationella minoriteter.
Hon är dessutom verksam som miljö- och hållbarhetskommunikationskonsult (CSR) och 2013 tog hon initiativet till bildandet av det svenska djurrättspartiet Djurens parti.
2020 avlade Johanna Parikka Altenstedt kandidatexamen i Rättsvetenskap vid Lunds universitet, och tog även master i rättsvetenskaper i Örebro. Hennes kandidatuppsats handlar om nationella minoriteter och EU-rätten, och masteruppsatsen handlar om vargfrågor i förhållande till EU:s habitatdirektiv.

## Om Operation Stella Polaris och författarskap
Det väckte uppmärksamhet då hennes bok Operation Stella Polaris: signalspanare på flykt utgavs 2009 på förlag Efron & Dotter och Svenskt Militärhistoriskt Bibliotek. En ny utgåva kom ut 2010 på Albinoförlaget och hösten 2010 gavs boken ut av ett av Finlands största förlag, WSOY, på finska. Hösten 2011 producerade Finlands television YLE (Yleisradio) en dokumentärfilm om Johanna Parikka Altenstedt och hennes arbete för att hitta överlevande som varit med om Operation Stella Polaris. Programmet sändes den 11 november i serien "Muisti". Därutöver medverkade författaren på det stora Stella Polaris -seminariet i Närpes som huvudtalare i september 2011. Bland annat SR–programmet Tendens gjorde ett inslag om boken och författaren sommaren 2011. En uppföljande bok, Flóra Bartha Paasonen – Vaiettu tarina, intervjuer med änkan efter den finländske militäre underrättelsechefen Aladár Paasonen, utkom på finska i Finland 2013. Därefter regisserade och medverkade hon i en tv-dokumentär om Flora och Aladar Paasonens liv på flykt för Finlands public service kanal YLE. Programmet har visats i flera repriser.
Johanna Parikka Altenstedt har tidigare gett ut boken Salarakas på finska samt skrivit sin licentiatavhandling i mediepedagogik på svenska Den sociala offentligheten (2004).